# Арасадаха
Арасадаха (абх. Арасадаха), до 1992 года, а также в настоящее время в Грузии — Ваке (груз. ვაკე) — село в Абхазии, в Гагрском районе частично признанной Республики Абхазия, согласно административному делению Грузии — в Гагрском муниципалитете Абхазской Автономной Республики. Высота над уровнем моря составляет 420 метров.

## История
Согласно Постановлению ВС Республики Абхазия от 4 декабря 1992 село Ваке было переименовано в Арасадаха. По законам Грузии продолжает носить название Ваке.

## Население
По данным 1959 года в селе Ваке проживало 486 человек, в основном армяне В 1989 году в селе проживало 221 человек, также в основном армяне.